# Milan-San Remo 2004
La 95e édition de la course cycliste Milan-San Remo a eu lieu le 20 mars 2004 sur une distance de 294 km. L'Espagnol Óscar Freire s'est imposé. Erik Zabel pensant avoir remporté la course, lève les bras mais Óscar Freire le dépasse dans les derniers mètres et s'adjuge la victoire.
La course disputée sur un parcours de 294 kilomètres est la première manche de la Coupe du monde de cyclisme sur route 2004.

## Classement
|    | Cycliste                       | Pays      | Équipe               | Temps           |
| -- | ------------------------------ | --------- | -------------------- | --------------- |
| 1  | Óscar Freire                   | Espagne   | Rabobank             | 7 h 11 min 23 s |
| 2  | Erik Zabel                     | Allemagne | T-Mobile Team        | m.t.            |
| 3  | Stuart O'Grady                 | Australie | Cofidis              | m.t.            |
| 4  | Alessandro Petacchi            | Italie    | Fassa Bortolo        | m.t.            |
| 5  | Max van Heeswijk               | Pays-Bas  | U.S. Postal Service  | m.t.            |
| 6  | Igor Astarloa                  | Espagne   | Cofidis              | m.t.            |
| 7  | Romāns Vainšteins              | Lettonie  | Lampre               | m.t.            |
| 8  | Paolo Bettini                  | Italie    | Quick Step-Davitamon | m.t.            |
| 9  | Miguel Ángel Martín Perdiguero | Espagne   | Saunier Duval-Prodir | m.t.            |
| 10 | Peter Van Petegem              | Belgique  | Lotto-Domo           | m.t.            |